# منزل بني طبا
منزل بني طبا (بالفارسية: خانه بنی طبا) هو منزل تاريخي يعود إلى عصر السلالة الصفوية و دولة بهلوية، ويقع في أران وبيدغل.